# Nati nel 1986/Aprile
| Questa pagina contiene informazioni ricavate automaticamente dalle voci biografiche con l'ausilio del template Bio e di un bot. L'aggiornamento è periodico e automatico e ricostruisce completamente la pagina. Se manca una persona in questa lista, sei pregato di non aggiungerla, ma accertati piuttosto che la sua voce biografica contenga il template Bio e che i dati anagrafici siano correttamente compilati. Se il template Bio manca, inseriscilo tu stesso o, in alternativa, metti l'avviso {{tmp\|Bio}} che ne segnala la mancanza. Se i dati riportati sono sbagliati, correggi direttamente la voce biografica; le modifiche saranno visibili in questa lista entro pochi giorni. Per chiarimenti vedi il progetto biografie. La lista contiene solo le 533 persone che sono citate nell'enciclopedia e per le quali è stato implementato correttamente il template Bio. Pagina aggiornata al 2 ago 2025. |

- 1º aprile - Marianne Abderhalden, ex sciatrice alpina svizzera
- 1º aprile - Dejan Borovnjak, ex cestista serbo
- 1º aprile - Daniel Bowden, rugbista a 15 neozelandese
- 1º aprile - Vanessa Bürki, calciatrice svizzera
- 1º aprile - Kid Ink, rapper, cantautore e produttore discografico statunitense
- 1º aprile - Nikola Đurđić, ex calciatore serbo
- 1º aprile - Haminu Dramani, ex calciatore ghanese
- 1º aprile - Miriam Gmür, ex sciatrice alpina svizzera
- 1º aprile - Mamadou Gueye, velocista senegalese
- 1º aprile - Brad Jones, giocatore di football americano statunitense
- 1º aprile - David McClure, allenatore di pallacanestro e ex cestista statunitense
- 1º aprile - Monatyk, cantante e personaggio televisivo ucraino
- 1º aprile - Jenn Murray, attrice britannica
- 1º aprile - Stephen Quinn, calciatore irlandese
- 1º aprile - Vikt'or Sanik'idze, ex cestista georgiano
- 1º aprile - Hillary Scott, cantante statunitense
- 1º aprile - Josafat Vagni, attore italiano
- 1º aprile - Tania Vicenzino, lunghista e bobbista italiana
- 1º aprile - Jonathan Winder, ex pallavolista e allenatore di pallavolo statunitense
- 1º aprile - Ireen Wüst, ex pattinatrice di velocità su ghiaccio olandese
- 1º aprile - Edílson Nascimento, modello brasiliano
- 1º aprile - Özge Özpirinççi, attrice, doppiatrice e regista turca
- 2 aprile - Ibrahim Afellay, allenatore di calcio e ex calciatore olandese
- 2 aprile - Jérémy Audric, pallavolista francese
- 2 aprile - Aythami Artiles, ex calciatore spagnolo
- 2 aprile - Andris Biedriņš, ex cestista lettone
- 2 aprile - Marco Corti, ex ciclista su strada italiano
- 2 aprile - Lee DeWyze, cantante statunitense
- 2 aprile - Néné Diamé, ex cestista senegalese
- 2 aprile - R3hab, disc jockey e produttore discografico olandese
- 2 aprile - Kōta Fujimoto, ex calciatore giapponese
- 2 aprile - Maximilian Grewe, ex giocatore di football americano tedesco
- 2 aprile - Erica Jarder, lunghista svedese
- 2 aprile - Rəşad Kərimov, ex calciatore azero
- 2 aprile - Erlana Larkins, ex cestista e allenatrice di pallacanestro statunitense
- 2 aprile - Raúl Llorente, ex calciatore spagnolo
- 2 aprile - Léo Matos, ex calciatore brasiliano
- 2 aprile - Nello Maestri, karateka italiano
- 2 aprile - Julian Reister, ex tennista tedesco
- 2 aprile - Abraham Shatimuene, calciatore namibiano
- 2 aprile - Sławomir Sikora, ex cestista polacco
- 2 aprile - Swoope, rapper statunitense
- 2 aprile - Drew Van Acker, attore e modello statunitense
- 3 aprile - Saraí Álvarez, pallavolista portoricana
- 3 aprile - Amanda Bynes, attrice statunitense
- 3 aprile - Riccardo Fabbro, manager e pubblicista italiano
- 3 aprile - Laura Gigante, attrice italiana
- 3 aprile - Dmitrijs Halvitovs, ex calciatore lettone
- 3 aprile - Lasse Heinze, ex calciatore danese
- 3 aprile - Lucas Landa, calciatore argentino
- 3 aprile - Ella Masar, ex calciatrice statunitense
- 3 aprile - Emmanuel Mathias, calciatore togolese
- 3 aprile - Vladïmïr Plotnïkov, ex calciatore kazako
- 3 aprile - Evaldas Razulis, allenatore di calcio e ex calciatore lituano
- 3 aprile - Rodrigo Mancha, ex calciatore brasiliano
- 3 aprile - Coleen Rooney, personaggio televisivo inglese
- 3 aprile - Grant Ross, attore sudafricano
- 3 aprile - Sergio Sánchez Ortega, ex calciatore spagnolo
- 4 aprile - Tomáš Borek, calciatore ceco
- 4 aprile - Manucho Diniz, calciatore angolano
- 4 aprile - Pape Paté Diouf, calciatore senegalese
- 4 aprile - Simona Falauto Perez, ex cestista italiana
- 4 aprile - Clizia Fornasier, attrice, personaggio televisivo e ex modella italiana
- 4 aprile - Andrew Gardner, ex giocatore di football americano statunitense
- 4 aprile - Greyson Gunheim, giocatore di football americano statunitense
- 4 aprile - Labinot Harbuzi, calciatore svedese († 2018)
- 4 aprile - Oleksandra Horbunova, ex cestista ucraina
- 4 aprile - Kristijan Ipša, ex calciatore croato
- 4 aprile - Mohammed-Awal Issah, ex calciatore ghanese
- 4 aprile - Rachel Korine, attrice statunitense
- 4 aprile - Kyle Landry, allenatore di pallacanestro e ex cestista canadese
- 4 aprile - Eunhyuk, cantante e attore sudcoreano
- 4 aprile - Maurice Manificat, fondista francese
- 4 aprile - Aiden McGeady, ex calciatore irlandese
- 4 aprile - Carlos Nicolía, hockeista su pista argentino
- 4 aprile - María del Pilar Peña, pallanuotista spagnola
- 4 aprile - Jason Richardson, ostacolista statunitense
- 4 aprile - Alexander Tettey, ex calciatore ghanese
- 5 aprile - Anna Sophia Berglund, attrice e modella statunitense
- 5 aprile - Gloria Campaner, pianista italiana
- 5 aprile - Diego Chará, calciatore colombiano
- 5 aprile - Charlotte Flair, wrestler statunitense
- 5 aprile - Jérôme Hergault, calciatore francese
- 5 aprile - Aleksandr Kacalapov, ex calciatore russo
- 5 aprile - Róbert Kasza, pentatleta ungherese
- 5 aprile - Eetu Muinonen, ex calciatore finlandese
- 5 aprile - Gyno Pomare, ex cestista statunitense
- 5 aprile - Manuel Ruz, ex calciatore spagnolo
- 5 aprile - Albert Selimov, pugile russo
- 5 aprile - Melita Toniolo, showgirl, modella e conduttrice televisiva italiana
- 5 aprile - Laurie Weeks, ex rugbista a 15 australiano
- 6 aprile - Laura Coccia, politica e ex atleta paralimpica italiana
- 6 aprile - CosMo, compositore, produttore discografico e disegnatore giapponese
- 6 aprile - Aaron Curry, ex giocatore di football americano e allenatore di football americano statunitense
- 6 aprile - Mumin Gala, ex mezzofondista e maratoneta gibutiano
- 6 aprile - Noa Ganor, ex cestista israeliana
- 6 aprile - Juan Manuel Guilera, attore e cantante argentino
- 6 aprile - Serghei Gusacov, ex calciatore moldavo
- 6 aprile - Han Dong-won, ex calciatore sudcoreano
- 6 aprile - Valérie Hayer, politica francese
- 6 aprile - Isabella Laböck, ex snowboarder tedesca
- 6 aprile - Ajdin Mahmutović, ex calciatore bosniaco
- 6 aprile - Mark Jason Melligen, pugile filippino
- 6 aprile - Navid Mohammadzade, attore iraniano
- 6 aprile - Bryce Moon, ex calciatore sudafricano
- 6 aprile - Ryōta Moriwaki, calciatore giapponese
- 6 aprile - Andrea Nardinocchi, cantautore italiano
- 6 aprile - Alana Nicholls, canoista australiana
- 6 aprile - Andrew Quitmeyer, docente, conduttore televisivo e artista statunitense
- 6 aprile - Marco Rossi, ex hockeista su ghiaccio italiano
- 6 aprile - Amy Sène, ex martellista senegalese
- 7 aprile - Mike Anderson, ex cestista statunitense
- 7 aprile - Choi Si-won, cantante e attore sudcoreano
- 7 aprile - Anabela Cossa, cestista mozambicana
- 7 aprile - Stefano De Filippis, attore teatrale e doppiatore italiano
- 7 aprile - Christian Fuchs, allenatore di calcio e ex calciatore austriaco
- 7 aprile - Flavio Furno, attore italiano
- 7 aprile - Élton José Xavier Gomes, ex calciatore brasiliano
- 7 aprile - Carlos González Juárez, allenatore di calcio spagnolo
- 7 aprile - Michael Henry, calciatore montserratiano
- 7 aprile - Jeon So-min, attrice sudcoreana
- 7 aprile - Diego Jiménez, ex calciatore messicano
- 7 aprile - Stine Kufaas, ex altista norvegese
- 7 aprile - Johann Morant, ex hockeista su ghiaccio francese
- 7 aprile - Jason Ralph, attore statunitense
- 7 aprile - Michael Ranseder, pilota motociclistico austriaco
- 7 aprile - Dominique Rodgers-Cromartie, giocatore di football americano statunitense
- 7 aprile - Jan Rosenthal, ex calciatore tedesco
- 7 aprile - Burhan Sahyouni, calciatore siriano
- 7 aprile - Samuel Firmino de Jesus, ex calciatore brasiliano
- 7 aprile - Roman Schild, ex hockeista su ghiaccio svizzero
- 7 aprile - Haralds Silovs, pattinatore di short track lettone
- 7 aprile - Marco Tagliabue, ex cestista italiano
- 7 aprile - Tauren Wells, cantante statunitense
- 7 aprile - Yu Yang, ex giocatrice di badminton cinese
- 8 aprile - Igor' Akinfeev, calciatore russo
- 8 aprile - Karim Aoudia, giocatore di calcio a 5, ex calciatore e giocatore di beach soccer norvegese
- 8 aprile - Cliff Avril, ex giocatore di football americano statunitense
- 8 aprile - Washington Camacho, ex calciatore uruguaiano
- 8 aprile - Andrea Cocco, calciatore italiano
- 8 aprile - Raffaele De Martino, calciatore italiano
- 8 aprile - Annelies Dom, dirigente sportiva, ex ciclista su strada e pistard belga
- 8 aprile - Brendan Evans, ex tennista statunitense
- 8 aprile - Félix Hernández, ex giocatore di baseball venezuelano
- 8 aprile - Natal'ja Iščenko, sincronetta russa
- 8 aprile - Alan Kasaev, ex calciatore russo
- 8 aprile - Osvaldo Martínez, calciatore paraguaiano
- 8 aprile - João Pica, ex calciatore portoghese
- 8 aprile - Ivan Pedrelli, ex calciatore italiano
- 8 aprile - Junior Salomon, calciatore beninese
- 8 aprile - Carlos Santana, giocatore di baseball dominicano
- 8 aprile - Erika Sawajiri, attrice, modella e cantante giapponese
- 8 aprile - Liam Scarlett, coreografo e ballerino britannico († 2021)
- 8 aprile - Jevohn Shepherd, ex cestista, dirigente sportivo e allenatore di pallacanestro canadese
- 8 aprile - Danero Thomas, cestista statunitense
- 8 aprile - Marcus Williams, ex calciatore inglese
- 9 aprile - Kevin Brock, giocatore di football americano statunitense
- 9 aprile - Paul Fanaika, giocatore di football americano tongano
- 9 aprile - Srđan Jovanović, arbitro di calcio serbo
- 9 aprile - Mirna Jukić, ex nuotatrice croata
- 9 aprile - Jeff Lerg, ex hockeista su ghiaccio statunitense
- 9 aprile - Brice Leverdez, giocatore di badminton francese
- 9 aprile - Craig Mabbitt, cantante statunitense
- 9 aprile - Nikolas Maes, dirigente sportivo e ex ciclista su strada belga
- 9 aprile - Luca Marin, ex nuotatore italiano
- 9 aprile - Carlos Martínez Díez, ex calciatore spagnolo
- 9 aprile - Leighton Meester, attrice, cantante e ex modella statunitense
- 9 aprile - Michela Merlo, allenatrice di rugby a 15 e rugbista a 15 italiana
- 9 aprile - Michiko Miyamoto, ex cestista giapponese
- 9 aprile - Martina Moser, ex calciatrice svizzera
- 9 aprile - Tanner Novlan, attore e modello canadese
- 9 aprile - Craig Sives, ex calciatore scozzese
- 9 aprile - Zhang Hongtao, ginnasta cinese
- 9 aprile - Paulo José de Oliveira, ex calciatore brasiliano
- 10 aprile - Ally Baker, ex tennista statunitense
- 10 aprile - Valeryja Berežynska, ex cestista ucraina
- 10 aprile - Olivia Borlée, velocista belga
- 10 aprile - Nicolas Ceolin, ex calciatore brasiliano
- 10 aprile - Cho Chan-ho, ex calciatore sudcoreano
- 10 aprile - Denis Clemente, cestista portoricano
- 10 aprile - Eleonora Comito, ex cestista e arbitro di pallacanestro italiana
- 10 aprile - Dominique Da Sylva, calciatore mauritano
- 10 aprile - Augusto Fernández, ex calciatore argentino
- 10 aprile - Fernando Gago, allenatore di calcio e ex calciatore argentino
- 10 aprile - Charde Houston, ex cestista statunitense
- 10 aprile - Corey Kluber, giocatore di baseball statunitense
- 10 aprile - Vincent Kompany, allenatore di calcio e ex calciatore belga
- 10 aprile - Claver Gold, rapper italiano
- 10 aprile - Tore Reginiussen, ex calciatore norvegese
- 10 aprile - Shin Hyun-been, attrice sudcoreana
- 10 aprile - Ayesha Takia, attrice indiana
- 10 aprile - Kara Winger, giavellottista statunitense
- 11 aprile - Ivano Baldanzeddu, ex calciatore italiano
- 11 aprile - Connor Barth, giocatore di football americano statunitense
- 11 aprile - Daniele Bongiovanni, pittore italiano
- 11 aprile - Davide Bottone, allenatore di calcio e ex calciatore italiano
- 11 aprile - Ashley Delaney, ex nuotatore australiano
- 11 aprile - Gregório Duvivier, attore, poeta e conduttore televisivo brasiliano
- 11 aprile - Sherwin Emmanuel, calciatore santaluciano
- 11 aprile - David Greene, ostacolista e velocista britannico
- 11 aprile - Laura Harper, ex cestista e allenatrice di pallacanestro statunitense
- 11 aprile - Roman Heart, attore pornografico statunitense († 2019)
- 11 aprile - Markus Heppke, ex calciatore tedesco
- 11 aprile - Tat'jana Anatol'evna Kosinceva, scacchista russa
- 11 aprile - Dany Nounkeu, calciatore camerunese
- 11 aprile - Stephanie Pratt, personaggio televisivo statunitense
- 11 aprile - Predrag Samardžiski, cestista macedone
- 11 aprile - Lena Schöneborn, pentatleta tedesca
- 11 aprile - Ramon Sessions, ex cestista statunitense
- 11 aprile - Andrew Waterworth, ex calciatore nordirlandese
- 12 aprile - Joni Aho, ex calciatore finlandese
- 12 aprile - Reynaldo Anderson, ex calciatore panamense
- 12 aprile - Brad Brach, giocatore di baseball statunitense
- 12 aprile - Paweł Cieślik, ex ciclista su strada polacco
- 12 aprile - Blerim Džemaili, ex calciatore svizzero
- 12 aprile - Anne-Sophie Franck, attrice e modella francese
- 12 aprile - Marcel Granollers, tennista spagnolo
- 12 aprile - Andrij Hrynčenko, ex calciatore ucraino
- 12 aprile - Errol Kerr, ex sciatore alpino e sciatore freestyle statunitense
- 12 aprile - Jorge Kindelán, calciatore cubano
- 12 aprile - Lara Wolters, politica olandese
- 12 aprile - Athena Lundberg, modella statunitense
- 12 aprile - Josip Mikulić, ex calciatore bosniaco
- 12 aprile - Jonathan Pitroipa, ex calciatore burkinabé
- 12 aprile - Oleksij Poljans'kyj, allenatore di calcio e ex calciatore ucraino
- 12 aprile - Matías Porcari, ex calciatore argentino
- 12 aprile - Giorgio Poi, cantautore, polistrumentista e produttore discografico italiano
- 12 aprile - Jay Robert Thomson, ex ciclista su strada sudafricano
- 12 aprile - Jigme Dorji Wangchuck, principe bhutanese
- 12 aprile - Ayano Yamamoto, doppiatrice giapponese
- 12 aprile - Sinem Yıldız, pallavolista turca
- 13 aprile - Aleksandăr Dragomirov Aleksandrov, ex calciatore bulgaro
- 13 aprile - Takashi Amano, ex calciatore giapponese
- 13 aprile - Michael Bingham, velocista statunitense
- 13 aprile - Lorenzo Cain, giocatore di baseball statunitense
- 13 aprile - Silvia Giordano, politica italiana
- 13 aprile - Simone Gozzi, calciatore italiano
- 13 aprile - Andreas Hofmann, ex calciatore tedesco
- 13 aprile - Matt McGorry, attore statunitense
- 13 aprile - Toró, ex calciatore brasiliano
- 13 aprile - Tina Unterberger, ex slittinista austriaca
- 13 aprile - Nikolaj Učikov, pallavolista bulgaro
- 14 aprile - Kamalutdin Achmedov, ex calciatore russo
- 14 aprile - Morenike Atunrase, ex cestista statunitense
- 14 aprile - Thaila Ayala, attrice brasiliana
- 14 aprile - Quianna Chaney, ex cestista statunitense
- 14 aprile - Steven Clark, calciatore statunitense
- 14 aprile - Matt Derbyshire, ex calciatore inglese
- 14 aprile - Yonathan Fernández, fondista e biatleta cileno
- 14 aprile - Chester Frazier, ex cestista e allenatore di pallacanestro statunitense
- 14 aprile - Daniane Jawad, ex calciatore marocchino
- 14 aprile - Takuya Kawamura, cestista giapponese
- 14 aprile - Igor Milošević, ex cestista serbo
- 14 aprile - Jordan Monroe, modella statunitense
- 14 aprile - Josselin Ouanna, ex tennista francese
- 14 aprile - Mariusz Pawelec, calciatore polacco
- 14 aprile - Matías Quiroga, calciatore argentino
- 14 aprile - Matías Rodríguez, calciatore argentino
- 14 aprile - Massamba Sambou, ex calciatore senegalese
- 14 aprile - Yūsuke Tanaka, calciatore giapponese
- 14 aprile - Max Unger, ex giocatore di football americano statunitense
- 14 aprile - Anne Watanabe, modella e attrice giapponese
- 15 aprile - Eric Alejandro, ostacolista portoricano
- 15 aprile - Miguel Bedoya, ex calciatore spagnolo
- 15 aprile - Samir Bertin d'Avesnes, ex calciatore comoriano
- 15 aprile - Adriano Cardarello, pugile italiano
- 15 aprile - Ariel Cólzera, calciatore argentino
- 15 aprile - Chris Dagnall, calciatore inglese
- 15 aprile - Luis Espínola, ex calciatore paraguaiano
- 15 aprile - Tom Heaton, calciatore inglese
- 15 aprile - Samuel Hernanz, canoista spagnolo
- 15 aprile - Steffen Launer, schermidore tedesco
- 15 aprile - Iván Lorenzo, ex calciatore andorrano
- 15 aprile - Nikolaj Mal'cev, ex giocatore di calcio a 5 russo
- 15 aprile - Sylvain Marveaux, ex calciatore francese
- 15 aprile - Quincy Owusu-Abeyie, calciatore olandese
- 15 aprile - Antoine Ponroy, ex calciatore francese
- 15 aprile - Giorgio Rubino, ex marciatore italiano
- 15 aprile - Claudia Sparpaglione, ex ginnasta italiana
- 15 aprile - Meiya Tirera, cestista maliana
- 15 aprile - Jessica Troiano, giocatrice di calcio a 5 e ex calciatrice italiana
- 16 aprile - Luís Carlos Almada Soares, ex calciatore capoverdiano
- 16 aprile - Sufe Bradshaw, attrice statunitense
- 16 aprile - Cho Dong-gun, ex calciatore sudcoreano
- 16 aprile - Florencia Fernández, ex cestista argentina
- 16 aprile - Konstantin Glavatskich, fondista russo
- 16 aprile - Javier Guarino, ex calciatore uruguaiano
- 16 aprile - Hisashi Jōgo, calciatore giapponese
- 16 aprile - John Ike Ibeh, ex calciatore nigeriano
- 16 aprile - Bronwen Knox, pallanuotista australiana
- 16 aprile - Shinji Okazaki, allenatore di calcio e ex calciatore giapponese
- 16 aprile - Milan Perić, ex calciatore serbo
- 16 aprile - Evgenij Postnikov, ex calciatore russo
- 16 aprile - Peter Regin, hockeista su ghiaccio danese
- 16 aprile - Paul di Resta, pilota automobilistico britannico
- 16 aprile - Alessandro Riga, ballerino italiano
- 16 aprile - Roberta Scardola, attrice e ballerina italiana
- 16 aprile - Gurwinder Singh, calciatore indiano
- 16 aprile - Jenn Wasner, cantante e polistrumentista statunitense
- 16 aprile - Hamza Younés, ex calciatore tunisino
- 16 aprile - Dragan Žarković, ex calciatore serbo
- 16 aprile - Epke Zonderland, ginnasta olandese
- 17 aprile - Luca Castelluccia, cestista italiano
- 17 aprile - Romain Grosjean, pilota automobilistico francese
- 17 aprile - Ilsey Juber, cantautrice, compositrice e chitarrista statunitense
- 17 aprile - Kim Su-yeon, ex cestista sudcoreana
- 17 aprile - Brad Knott, politico statunitense
- 17 aprile - Mowaia Bashir Koko, calciatore sudanese
- 17 aprile - Lee Yong-rae, calciatore sudcoreano
- 17 aprile - Jamie MacDonald, calciatore scozzese
- 17 aprile - Bernardo Musso, cestista argentino
- 17 aprile - Yazaldes Nascimento, velocista saotomense
- 17 aprile - Mmusa Ohilwe, calciatore botswano
- 17 aprile - Danny Schwarz, modello inglese
- 17 aprile - Francisco Usúcar, ex calciatore uruguaiano
- 17 aprile - Takuma Yokota, fumettista giapponese
- 17 aprile - Çağrı Şensoy, attore e regista teatrale turco
- 18 aprile - Maurice Edu, ex calciatore statunitense
- 18 aprile - Guyon Fernandez, ex calciatore olandese
- 18 aprile - Sundiata Gaines, ex cestista statunitense
- 18 aprile - Jakov Gojun, pallamanista croato
- 18 aprile - Taylor Griffin, ex cestista statunitense
- 18 aprile - Edgars Jeromanovs, ex cestista lettone
- 18 aprile - Kim Yeon-ju, ex cestista sudcoreana
- 18 aprile - Thapelo Mokhele, calciatore lesothiano
- 18 aprile - Pak Yong-jin, calciatore nordcoreano
- 18 aprile - Gilberto Reis, ex calciatore capoverdiano
- 18 aprile - Danilo Rinaldi, calciatore argentino
- 18 aprile - Osael Romero, ex calciatore salvadoregno
- 18 aprile - Robbert Schilder, ex calciatore olandese
- 18 aprile - Matías Vega, calciatore argentino
- 18 aprile - Efraín Velarde, ex calciatore messicano
- 19 aprile - Matteo Aicardi, pallanuotista italiano
- 19 aprile - Pascal Angan, ex calciatore beninese
- 19 aprile - Manucho Barros, calciatore angolano
- 19 aprile - Evgenij Birjukov, hockeista su ghiaccio russo
- 19 aprile - Antoine Caldwell, giocatore di football americano statunitense
- 19 aprile - Jake Carter, wrestler e ex giocatore di football americano statunitense
- 19 aprile - David Da Costa, ex calciatore svizzero
- 19 aprile - Ville Jalasto, ex calciatore finlandese
- 19 aprile - Dusty Jonas, altista statunitense
- 19 aprile - Pil C, rapper slovacco
- 19 aprile - Moussa Narry, ex calciatore nigerino
- 19 aprile - Candace Parker, ex cestista statunitense
- 19 aprile - Gabe Pruitt, ex cestista statunitense
- 19 aprile - Coleman Scott, lottatore statunitense
- 19 aprile - Nicolette Teo, ex nuotatrice singaporiana
- 19 aprile - Waleed Abdullah, calciatore saudita
- 19 aprile - Zhou Mi, cantante e attore cinese
- 20 aprile - Ali Al Saadi, calciatore libanese
- 20 aprile - Julien Bahain, canottiere francese
- 20 aprile - Siebe Blondelle, ex calciatore belga
- 20 aprile - Marco Borromei, sceneggiatore italiano
- 20 aprile - Vladimer Dvalishvili, ex calciatore georgiano
- 20 aprile - Ryan Fenech, ex calciatore maltese
- 20 aprile - Stefan Frei, calciatore svizzero
- 20 aprile - Jonas Aaen Jørgensen, ex ciclista su strada danese
- 20 aprile - Onur Kaya, calciatore belga
- 20 aprile - Ivan Maraš, cestista montenegrino
- 20 aprile - John Matkin, calciatore statunitense
- 20 aprile - Halina Mlynková, cantante ceca
- 20 aprile - Agnese Ricco, ex calciatrice italiana
- 20 aprile - Natalia Sikora, cantante e attrice polacca
- 20 aprile - Dane Watts, ex cestista statunitense
- 21 aprile - Isabelle Barciulli, pilota di rally e copilota di rally italiana
- 21 aprile - Stanley Biwott, maratoneta keniota
- 21 aprile - Mikkel Bjørge, ex sciatore alpino norvegese
- 21 aprile - Thiago Cionek, calciatore brasiliano
- 21 aprile - Audra Cohen, ex tennista statunitense
- 21 aprile - Will Daniels, cestista statunitense
- 21 aprile - Alexander Edler, hockeista su ghiaccio svedese
- 21 aprile - Go Seul-ki, calciatore sudcoreano
- 21 aprile - João Guilherme, ex calciatore brasiliano
- 21 aprile - Vladimir Isajčev, ex ciclista su strada e pistard russo
- 21 aprile - Michael Mark, calciatore grenadino
- 21 aprile - Dickson Nwakaeme, ex calciatore nigeriano
- 21 aprile - Fanny Smets, astista belga
- 21 aprile - Rodney Stuckey, ex cestista statunitense
- 21 aprile - Mirko Valdifiori, allenatore di calcio e ex calciatore italiano
- 21 aprile - Ángel Daniel Vassallo, cestista portoricano
- 21 aprile - Isabelle Yacoubou, ex cestista, ex pesista e allenatrice di pallacanestro beninese
- 21 aprile - Michael Zach, ex sciatore alpino austriaco
- 21 aprile - Sidnei dos Santos Reis Mariano, ex calciatore capoverdiano
- 22 aprile - Viktor Fajzulin, ex calciatore russo
- 22 aprile - Giulio Forges Davanzati, attore italiano
- 22 aprile - Diego Máximo, ex calciatore brasiliano
- 22 aprile - Chiara Gervasi, velocista italiana
- 22 aprile - Antonio Ghomsi, ex calciatore camerunese
- 22 aprile - Leila Gyenesei, pentatleta e ex fondista ungherese
- 22 aprile - Kōji Hashimoto, ex calciatore giapponese
- 22 aprile - Amber Heard, attrice statunitense
- 22 aprile - Dylan Kongos, cantante, bassista e chitarrista sudafricano
- 22 aprile - Marouan Laghnej, cestista tunisino
- 22 aprile - Marshawn Lynch, ex giocatore di football americano statunitense
- 22 aprile - Kim Noorda, modella olandese
- 22 aprile - Justin Pogge, ex hockeista su ghiaccio canadese
- 22 aprile - Ariel Rodríguez, ex calciatore costaricano
- 22 aprile - Dušan Šakota, cestista serbo
- 22 aprile - Sandy, cantante egiziana
- 22 aprile - Sisinio González Martínez, ex calciatore spagnolo
- 22 aprile - Ronald Steele, ex cestista statunitense
- 22 aprile - Chuck Taylor, wrestler statunitense
- 22 aprile - Wálter Veizaga, calciatore boliviano
- 23 aprile - Tony Cabaça, calciatore angolano
- 23 aprile - Ramón Cardozo, ex calciatore paraguaiano
- 23 aprile - Piotr Ćwielong, calciatore polacco
- 23 aprile - Valeri Domovčijski, calciatore bulgaro
- 23 aprile - Sindou Dosso, ex calciatore ivoriano
- 23 aprile - Jessie Godderz, wrestler statunitense
- 23 aprile - Mor Karbasi, cantautrice israeliana
- 23 aprile - Sven Kramer, ex pattinatore di velocità su ghiaccio olandese
- 23 aprile - Ritus Krjauklis, ex calciatore lettone
- 23 aprile - Nikola Milanković, calciatore serbo
- 23 aprile - Alysia Montaño, mezzofondista statunitense
- 23 aprile - Laura Mvula, cantautrice britannica
- 23 aprile - Alen Pajenk, pallavolista sloveno
- 23 aprile - Anton Ponkrašov, cestista russo
- 23 aprile - Aleksej Rebko, ex calciatore russo
- 23 aprile - Aida Šanaeva, schermitrice russa
- 23 aprile - Eduardo Schwank, allenatore di tennis e ex tennista argentino
- 23 aprile - Jessica Stam, supermodella canadese
- 23 aprile - Ieti Taulealo, calciatore samoano americano
- 23 aprile - Cirkut, produttore discografico e compositore canadese
- 24 aprile - Michael Chandler, artista marziale misto statunitense
- 24 aprile - Julie Cloutier, schermitrice canadese
- 24 aprile - Yuri Confortola, ex pattinatore di short track italiano
- 24 aprile - Goran Gogić, calciatore serbo († 2015)
- 24 aprile - Dariusz Kuć, velocista polacco
- 24 aprile - Charles Martin, pugile statunitense
- 24 aprile - Andrei Novicov, ex calciatore moldavo
- 24 aprile - Iván Pillud, calciatore argentino
- 24 aprile - Jacques Potgieter, rugbista a 15 sudafricano
- 24 aprile - Kellin Quinn, cantante, cantautore e musicista statunitense
- 24 aprile - Davide Rossi, attore italiano
- 24 aprile - Anderson Santana dos Santos, ex calciatore brasiliano
- 24 aprile - Nicolás Schenone, ex calciatore uruguaiano
- 24 aprile - Daniele Sinibaldi, politico e imprenditore italiano
- 24 aprile - Javier Toledo, calciatore argentino
- 24 aprile - Tahyna Tozzi, attrice e modella australiana
- 24 aprile - Pirro Vengu, politico albanese
- 25 aprile - Mark Barroca, ex cestista filippino
- 25 aprile - Nicholas Beckham, wrestler statunitense
- 25 aprile - Niv Berkowitz, ex cestista israeliano
- 25 aprile - Juan Sebastián Cabal, ex tennista colombiano
- 25 aprile - Silvina D'Elía, hockeista su prato argentina
- 25 aprile - John DeLuca, attore e cantante statunitense
- 25 aprile - Aleksej Emelin, hockeista su ghiaccio russo
- 25 aprile - Jang Myong-il, calciatore nordcoreano
- 25 aprile - Gwen Jorgensen, triatleta statunitense
- 25 aprile - Rubén Jurado, calciatore spagnolo
- 25 aprile - Lee Gang-jin, calciatore sudcoreano
- 25 aprile - Raïs M'Bolhi, calciatore algerino
- 25 aprile - Valene Maharaj, modella trinidadiana
- 25 aprile - İlqar Qurbanov, ex calciatore azero
- 25 aprile - Daniel Sharman, attore britannico
- 25 aprile - Tang Bin, canottiera cinese
- 25 aprile - Josip Vrlić, pallanuotista croato
- 25 aprile - Quentin Westberg, ex calciatore statunitense
- 25 aprile - Tadahiro Yanagawa, ex cestista giapponese
- 26 aprile - Odai Al-Saify, calciatore giordano
- 26 aprile - Martin Bogatinov, calciatore macedone
- 26 aprile - Jesús Roberto Chávez, ex calciatore messicano
- 26 aprile - Morgan Cox, giocatore di football americano statunitense
- 26 aprile - Adama Darboe, cestista danese
- 26 aprile - Manu García, ex calciatore spagnolo
- 26 aprile - Felipe da Sousa Gomes, atleta paralimpico brasiliano
- 26 aprile - Nicolas Meeùs, rugbista a 15 belga
- 26 aprile - Alban Meha, ex calciatore kosovaro
- 26 aprile - Tomoya Miguchi, pentatleta giapponese
- 26 aprile - Armin Mustedanović, pallavolista bosniaco
- 26 aprile - Lior Refaelov, calciatore israeliano
- 26 aprile - Ren Cancan, pugile cinese
- 26 aprile - Marija Vukčević, calciatrice montenegrina
- 26 aprile - Julija Zaripova, siepista russa
- 26 aprile - Filippo di Grecia, principe greco
- 27 aprile - Jenna Coleman, attrice britannica
- 27 aprile - Mohamed Hdidane, cestista tunisino
- 27 aprile - Trindon Holliday, giocatore di football americano statunitense
- 27 aprile - Paweł Kikowski, cestista polacco
- 27 aprile - Cole Mohr, modello statunitense
- 27 aprile - Sergio Rigoni, ex fondista italiano
- 27 aprile - Elena Risteska, cantante macedone
- 27 aprile - Laionel, ex calciatore brasiliano
- 27 aprile - Angus Stone, cantautore e musicista australiano
- 27 aprile - Dinara Safina, allenatrice di tennis e ex tennista russa
- 27 aprile - Catherine Webb, scrittrice britannica
- 28 aprile - Alessandro Gattafoni, atleta italiano
- 28 aprile - Dillon Gee, ex giocatore di baseball statunitense
- 28 aprile - Ivett Gonda, ex taekwondoka canadese
- 28 aprile - Edin Junuzović, ex calciatore croato
- 28 aprile - David Krejčí, hockeista su ghiaccio ceco
- 28 aprile - DTH van der Merwe, rugbista a 15 sudafricano
- 28 aprile - Hirotsugu Nakabayashi, calciatore giapponese
- 28 aprile - Adis Nurković, ex calciatore bosniaco
- 28 aprile - Chamberlain Oguchi, ex cestista nigeriano
- 28 aprile - Jennifer Palm Lundberg, modella svedese
- 28 aprile - Barbara Pierre, velocista haitiana
- 28 aprile - Martynas Pocius, ex cestista lituano
- 28 aprile - Keri Sable, ex attrice pornografica statunitense
- 28 aprile - Ryan Saunders, allenatore di pallacanestro statunitense
- 28 aprile - Guilherme Siqueira, ex calciatore brasiliano
- 28 aprile - Lawrence Trent, scacchista britannico
- 28 aprile - Jenna Ushkowitz, attrice, cantante e produttrice teatrale sudcoreana
- 28 aprile - Tom Van Hyfte, ex calciatore belga
- 28 aprile - Ernest Webnje Nfor, ex calciatore camerunese
- 28 aprile - Jumar José da Costa Júnior, ex calciatore brasiliano
- 29 aprile - Excision, disc jockey e produttore discografico canadese
- 29 aprile - Jennifer Chieng, pugile micronesiana
- 29 aprile - Brandon Dubinsky, hockeista su ghiaccio statunitense
- 29 aprile - Crystal Harris, modella statunitense
- 29 aprile - Zoran Korach, attore statunitense
- 29 aprile - Orlando Méndez-Valdez, ex cestista e dirigente sportivo statunitense
- 29 aprile - Qveen Herby, rapper e cantautrice statunitense
- 29 aprile - Pelagia Papamichaīl, ex cestista greca
- 29 aprile - Răzvan Patriche, calciatore rumeno
- 29 aprile - Francesco Pisano, allenatore di calcio e ex calciatore italiano
- 29 aprile - Bev Priestman, allenatrice di calcio britannica
- 29 aprile - Davide Quartarone, pallavolista italiano
- 29 aprile - Erjon Haki Xhafa, ex calciatore albanese
- 30 aprile - Dianna Agron, attrice e cantante statunitense
- 30 aprile - Fernando Alloco, ex calciatore argentino
- 30 aprile - Alba María Cabello, sincronetta spagnola
- 30 aprile - Sergio Canamasas, ex pilota automobilistico spagnolo
- 30 aprile - Rob Elliot, allenatore di calcio e ex calciatore irlandese
- 30 aprile - Willem Petrus Nel, rugbista a 15 sudafricano
- 30 aprile - Leonel Paulo, cestista angolano
- 30 aprile - Pamela Rosado, cestista portoricana
- 30 aprile - Elena Rosell, pilota motociclistica spagnola
- 30 aprile - Jason Smith, ex giocatore di football americano statunitense
- 30 aprile - Vadzim Stral'coŭ, sollevatore bielorusso
- 30 aprile - Jone Vesikula, calciatore figiano
- 30 aprile - Jesse Wagstaff, cestista australiano
- 30 aprile - Zhang Nan, ginnasta cinese